# 休珀納爾山
休珀納爾山（英語：Mount Supernal）是南極洲的山峰，位於維多利亞地的博克格雷溫克海岸，處於蓋爾冰川和米安德冰川源頭，海拔高度3,655米，由新西蘭探險隊命名。

## 外部連結
- "Mount Supernal, Antarctica" （页面存档备份，存于）

73°04′S 165°42′E / 73.067°S 165.700°E